# Cnidoscolus palmeri
Cnidoscolus palmeri är en törelväxtart som först beskrevs av Sereno Watson, och fick sitt nu gällande namn av Joseph Nelson Rose. Cnidoscolus palmeri ingår i släktet Cnidoscolus och familjen törelväxter. Inga underarter finns listade i Catalogue of Life.